# Go-Back-N ARQ
Go-Back-N ARQ é uma instância específica do protocolo ARQ (Automatic Repeat Query) literalmente "pedido automático de repetição", no qual o processo de envio, envia continuamente frames até a um valor máximo N específico do tamanho da janela do emissor, sem receber um pacote de confirmação (ACK) do receptor. É um caso especial do protocolo de janela deslizante que transmite frames duma janela de tamanho N e recebe frames numa janela de tamanho 1.
O processo de recebimento mantém o registo do número de sequência na próxima frame que espera receber, e envia esse número com cada ACK enviado. O receptor irá ignorar a frame caso ela não tenha exatamente o número de sequência esperado. Uma vez que o emissor receba um NACK (acklnowedge negativo) ou que tenha ocorrido um time-out relativo a uma frame perdida, ou com erro, será re-enviada a frame perdida, sendo re-iniciado o envio de frames a partir desse ponto.
Go-Back-N ARQ é mais eficiente que o Stop-and-wait ARQ, pois em vez de  esperar uma confirmação para cada pacote, a conexão vai sendo utilizada como pacotes que estão sendo enviados. Em outras palavras, durante o tempo que seria gasto em espera, mais pacotes estão sendo enviados. No entanto, este método também resulta no envio de frames várias vezes se uma frame for perdida ou danificada, ou a reconhecer os ACK perdidos ou danificados, então essa frame  e todos as  frames  a seguir na janela (mesmo se eles foram recebidos sem erro) vão ser re-enviados. Para evitar isso, o Selective Repeat ARQ pode ser usado.